# 美学校
美学校（びがっこう、美學校）は、東京都千代田区神田神保町にある私塾で、美術や音楽、メディア表現の教室である。学校法人ではなく会社法人組織として運営されている。1969年2月に現代思潮社（出版社）の石井恭二、川仁宏らによって創立された。ロゴデザインは赤瀬川原平。
入学試験・資格はないが、学校法人でないため卒業しても得られる資格はない。講師には芸術分野の著名人が多く、講義内容は各講師が学生の意見を聞きながら決め、自由闊達な学びの場として知られる。一方で経営は苦しく、2019年までに倒産の危機が3回あるなど曲折を経ている。
岡山市に岡山校がある。なお、「映画美学校」とは無関係である。

## 沿革
- 1969年 - 現代思潮社（出版社）の石井恭二、川仁宏らによって東京都新宿区若葉町に創立。
- 1970年 - 教場を千代田区神田神保町に移転。
- 1973年 - 松澤宥が長野県に美学校・諏訪分校を開講する(1981年閉校)。
- 1975年 - 現代思潮社より独立。田中力が代表責任者となる。
- 1979年 - 夜間教程を10月から6カ月間で開催。
- 1980年 - 描写研究室を除き、全ての教程を夜間の開講にする。
- 1981年 - 代表責任者の田中力が辞任し、今泉省彦を代表として新発足、昼間・夜間教程を併設。
- 1983年 - 卒業生が中心となってアートイベント・アートランス「ギグメンタ83」を開催。
- 2000年 - 代表今泉省彦が辞任し、藤川公三を代表として新発足。
- 2003年 - 有限会社美学校として再組織。特定非営利活動法人「芸術環境支援機構の会（AESS）」を設立。
- 2006年 - 「美学校ギグメンタ2006」を開催。
- 2012年 - スタディスト・岸野雄一をコーディネーターとして音楽コース（2013年度より音楽学科、2014年度に解体・合併）を新設。
- 2013年 - イギリスのサウサンプトン大学付属美術館John Hansard Galleryで開催された展覧会「Anti-Academy」にて、1960年代に存在したオルタナティブなアートスクール三校のうちの一校として紹介される。[4]

## 講師
創立以来の講師陣には、中西夏之、加納光於、赤瀬川原平、松沢宥、中村宏、菊畑茂久馬、小畠廣志などの美術家のほか、木村恒久（グラフィックデザイナー）、笠井叡（舞踊家）、鈴木清順（映画監督）、木村威夫（映画美術監督）、小杉武久（音楽家）、松山俊太郎（インド哲学）、澁澤龍彦（作家･評論家）、唐十郎（舞台俳優･演出家）など多彩な人物が教壇に立った。
2000年に藤川公三が代表に就任して以降は、絵画、版画、写真といったオーソドックスな美術講座を開催する一方、現代美術やメディア表現（マンガ、フィギュア、ファッション、演劇、デザインなど）の講座も開催。小沢剛、会田誠、松蔭浩之、宇治野宗輝、藤浩志、内海信彦、伊東篤宏、小倉正史、三田村光土里、OJUN、中ザワヒデキ、間島秀徳、Chim↑Pomリーダー卯城竜太、福住廉、久住昌之、佐藤直樹、都築潤、小田島等、JINMO、濱田謙一らが講座を担当した。
2012年から始まった音楽コース（2013年度より音楽学科、2014年度に解体・合併）では、菊地成孔、大谷能生、横川理彦、numb、岸野雄一らを講師として楽理、作曲からデスクトップミュージック（DTM）、レコーディングなどの講座を開催した。

## 卒業生
2019年までに約4000人が巣立った。後に代表を務めた藤川公三は第一期生である。
赤瀬川原平が、創設以来長年にわたって講義をした「絵・文字工房」は、赤瀬川のその折々の興味の対象を講義する人気の教室で、平口広美、南伸坊、渡辺和博、泉昌之（泉晴紀/久住昌之）、森伸之、上原ゼンジ、まどの一哉、井上則人など、多くの人物を輩出した。
その他にも、平出隆、林英哲、村上龍、佐野史郎、浜津守、末井昭、石橋春海、佐藤直樹、田村治芳、久住卓也、浅生ハルミン、長谷川貴子、コマツソウルカッターらも出身者。